# Jeziorskie
Jeziorskie (biał. Возерскае, Wozierskaje; ros. Озерское, Ozierskoje) – wieś na Białorusi, w obwodzie grodzieńskim, w rejonie korelickim, w sielsowiecie Mir, przy drodze magistralnej M1.

## Historia
W dwudziestoleciu międzywojennym leżało w Polsce, w województwie nowogródzkim, w powiecie stołpeckim, w gminie Mir. W 1921 miejscowość liczyła 464 mieszkańców, zamieszkałych w 87 budynkach, w tym 463 Białorusinów i 1 Polaka. 461 mieszkańców było wyznania prawosławnego i 3 rzymskokatolickiego.
Po II wojnie światowej w granicach Związku Sowieckiego. Od 1991 w niepodległej Białorusi.